# Fouras
Fouras település Franciaország délnyugati részén, Charente-Maritime megyében, a Poitou-Charentes régióban. Lakosainak száma 4124 fő (2022. január 1.). Fouras Île-d’Aix, Saint-Laurent-de-la-Prée, Yves és Port-des-Barques községekkel határos.

## Fekvése
La Rochelletől 34 km-rel délre, egy félszigeten fekszik.

## Földrajz

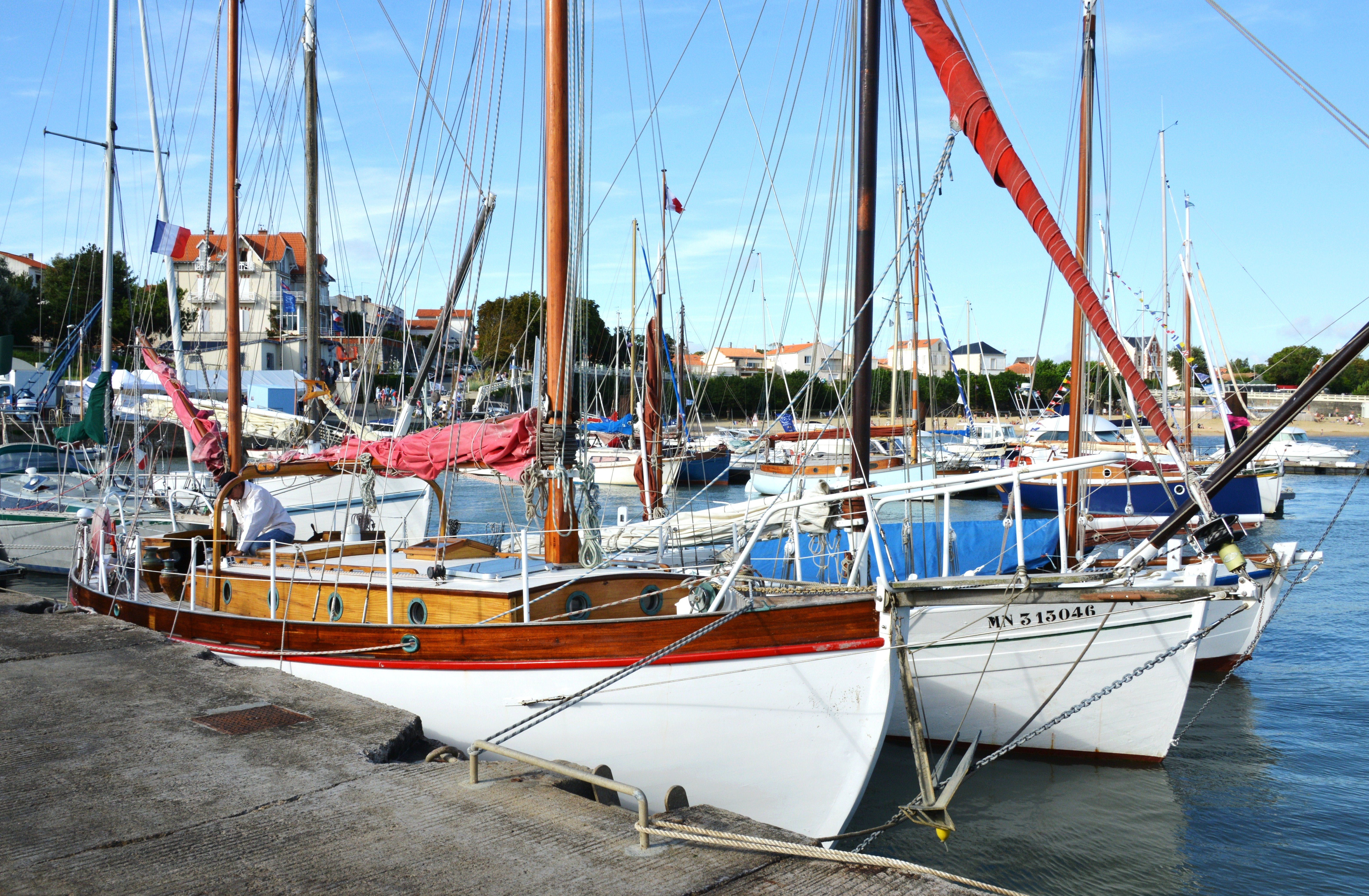
Kikötő

Fouras félszigeten fekszik, területén öt strand és egy "Bois Vert" nevű erdő is található, amely magában foglalja a terület 20%-át. Az útszakaszon a dagály kiterjed az alacsony Fort Enet irányába az Ile d'Aix-ig. A település területén található a móló  és a sziget Aix is.
A félsziget déli partján van Fouras, az északi oldalt a Charente folyó szája képezi. Egy kicsit délebbre Île d'Oléron található a Île-d’Aix és Fort Boyard sziget között.

## Vauban erődítmény
A "Vauban erőd" kezdetben Philippe Le Bel által 1300 körül létrehozott stratégiai erődítmény volt. A vártornyot 1480-1490 között átépítették, majd 1689-ben a falakat ismét megerősítették. 1693-ban egy kisebb, kör alakú elem épült a Charente folyó ellenőrzése céljából. 

## Galéria

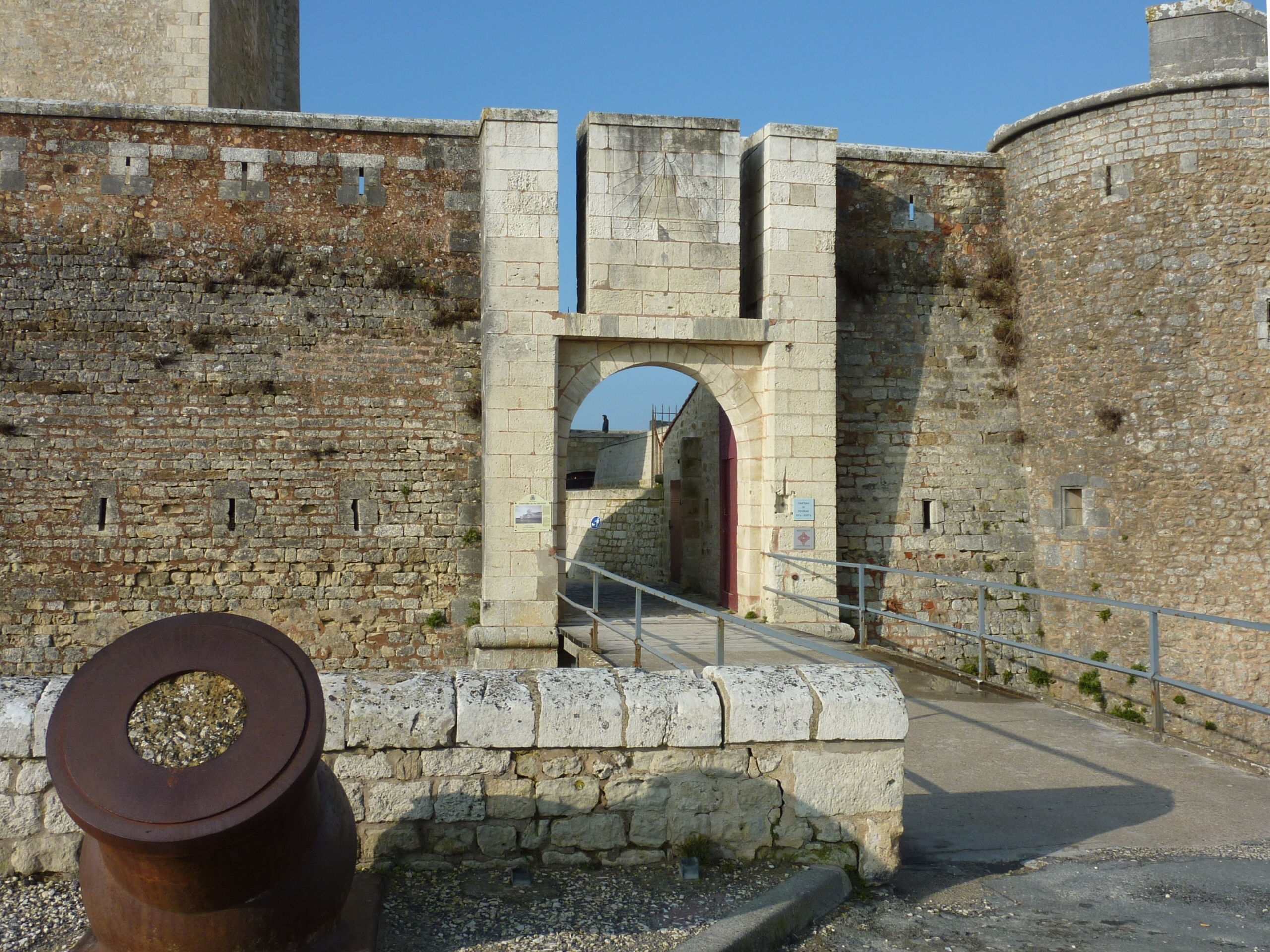
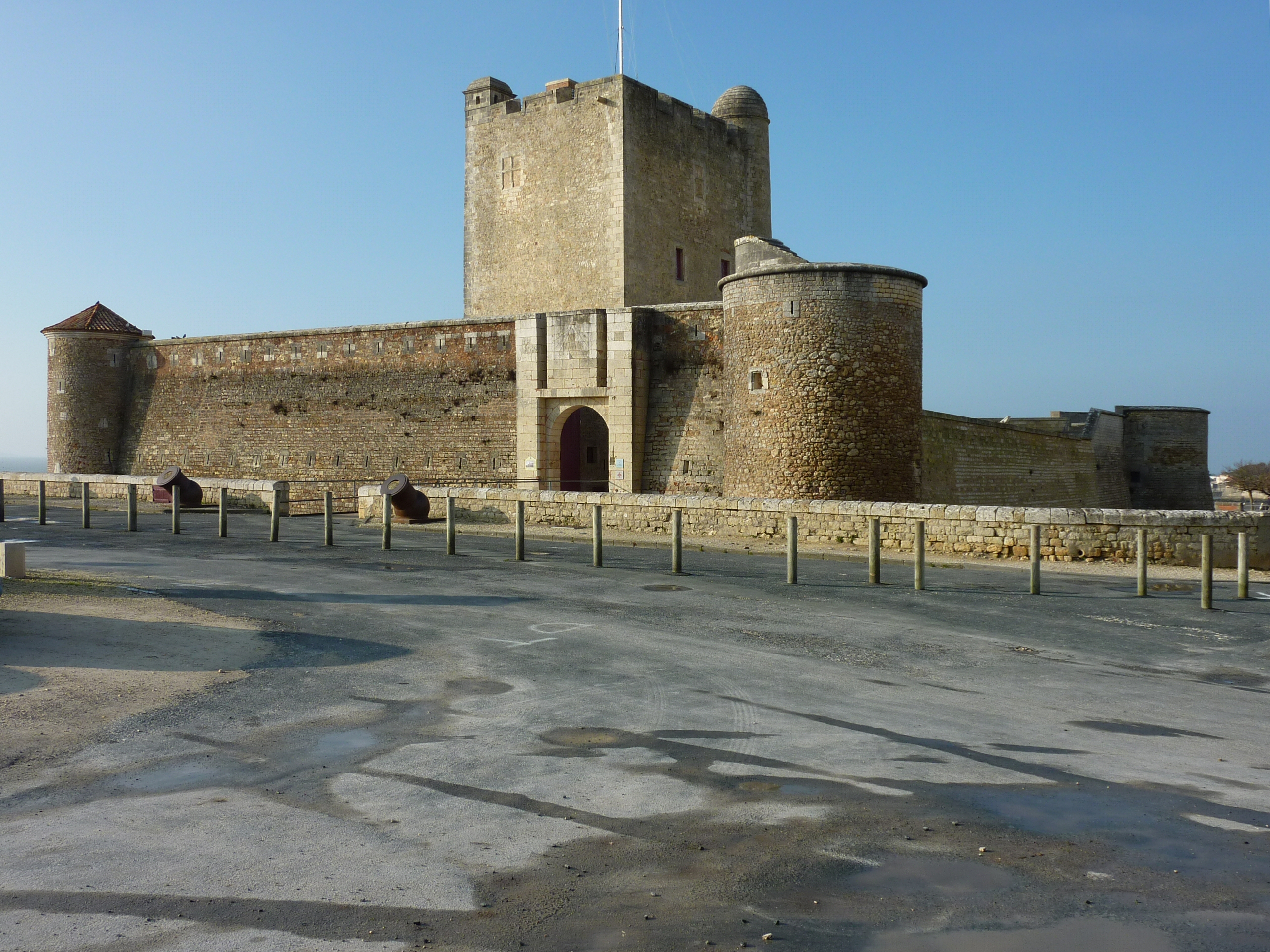
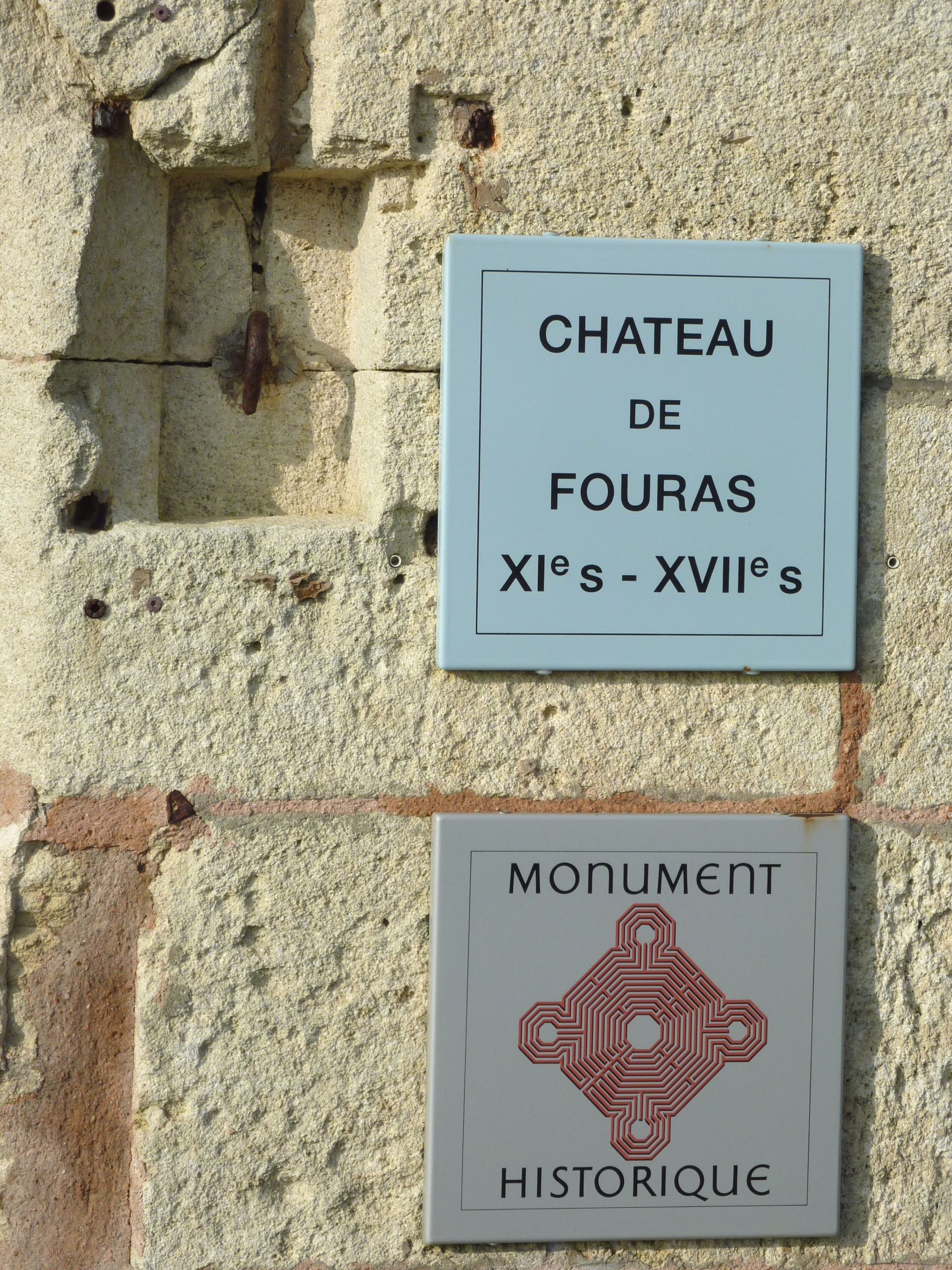
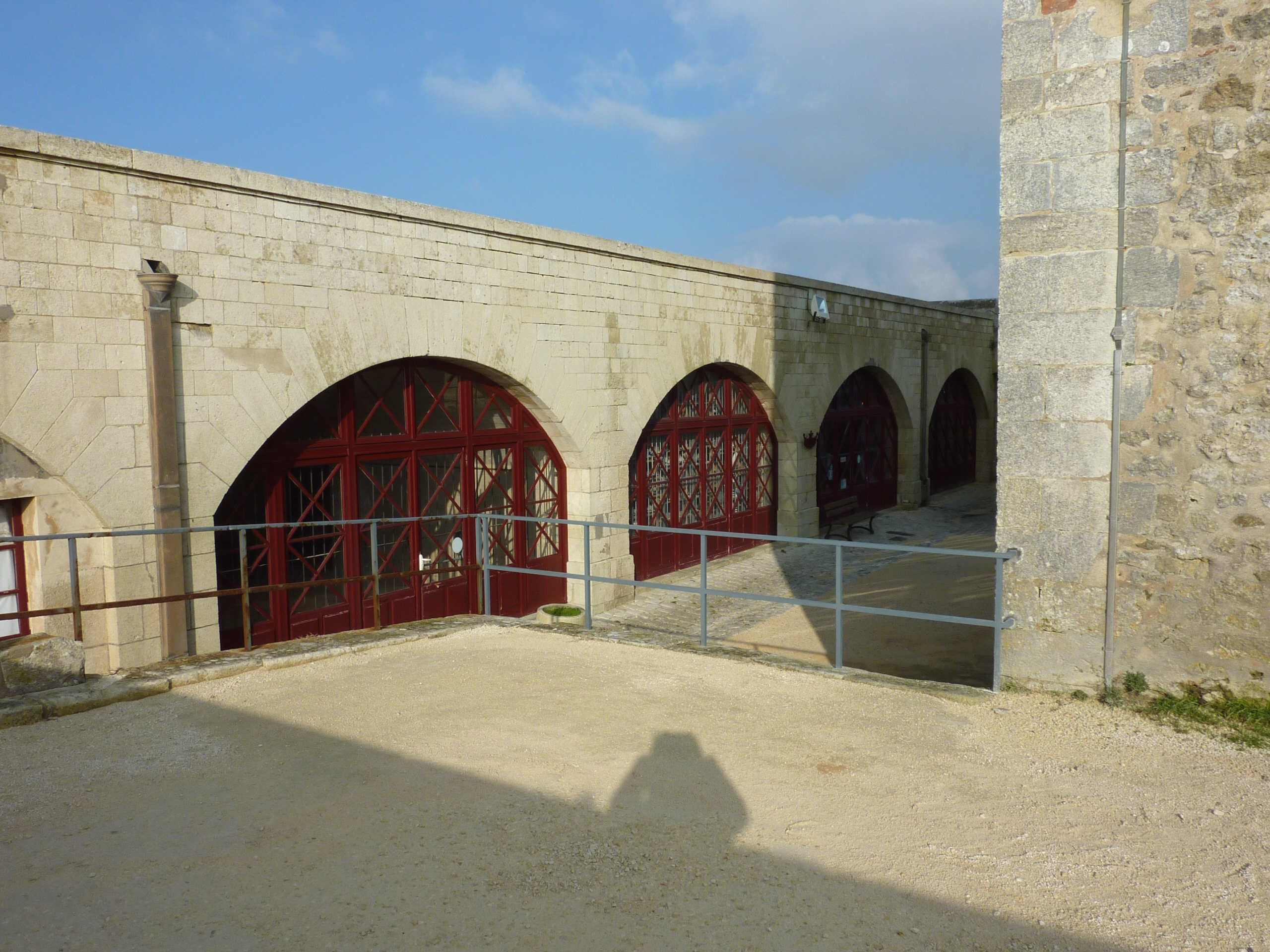
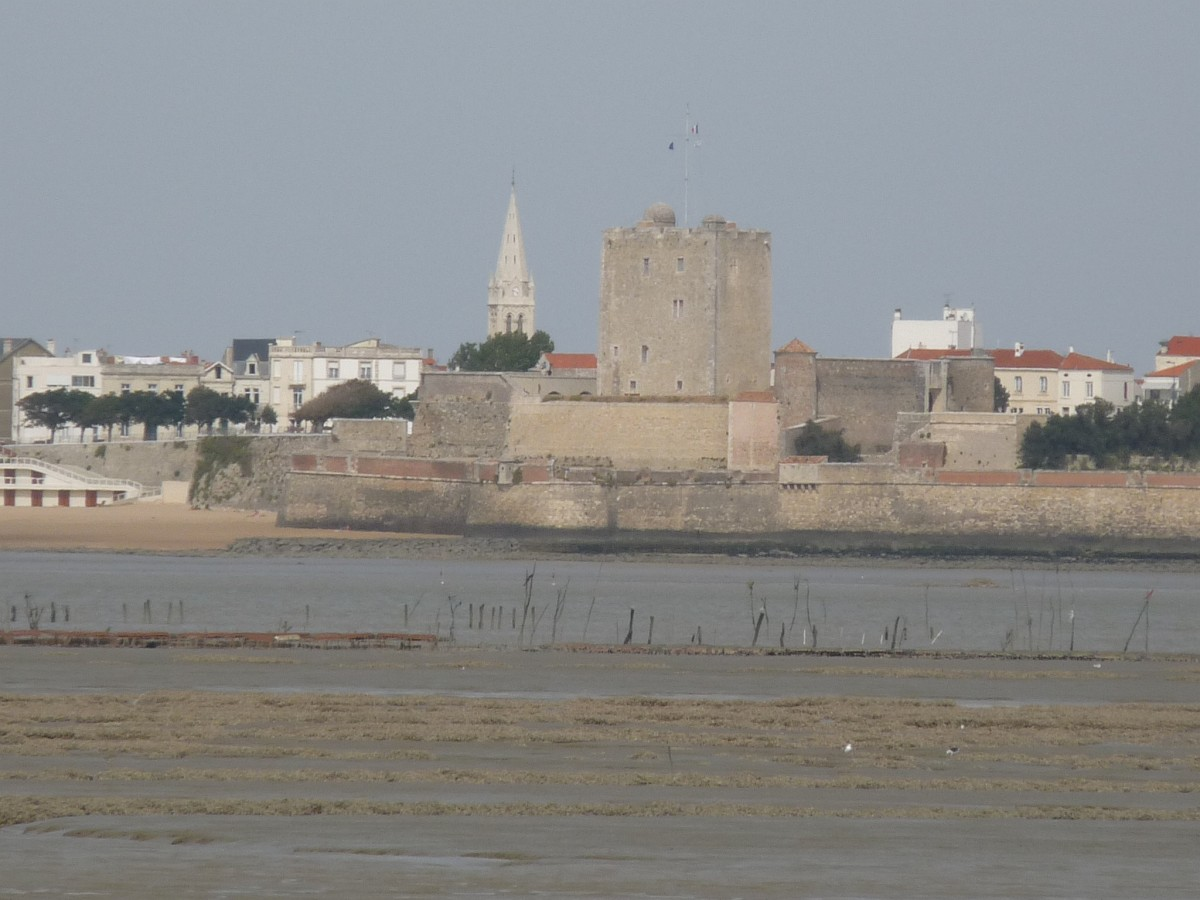
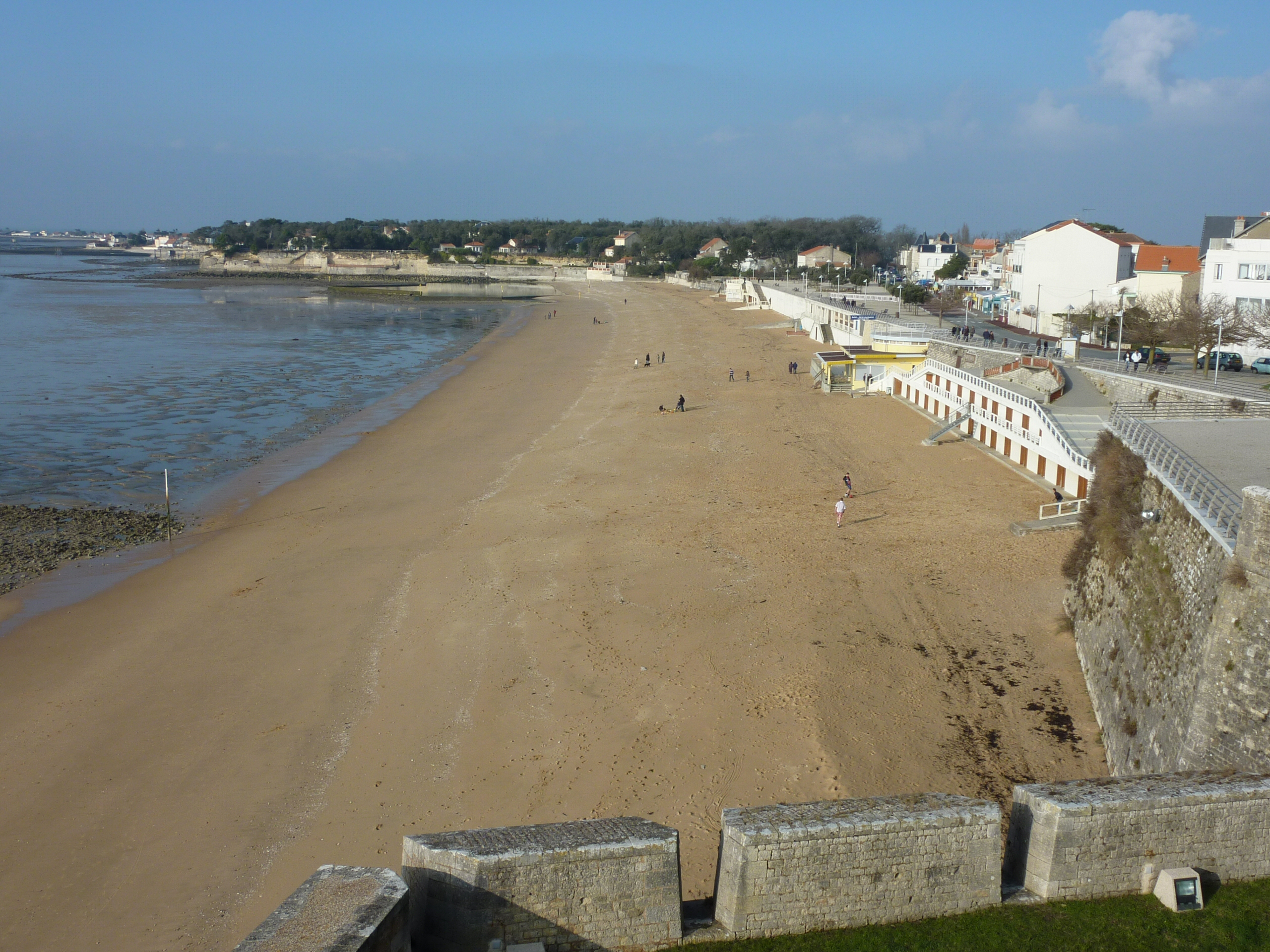
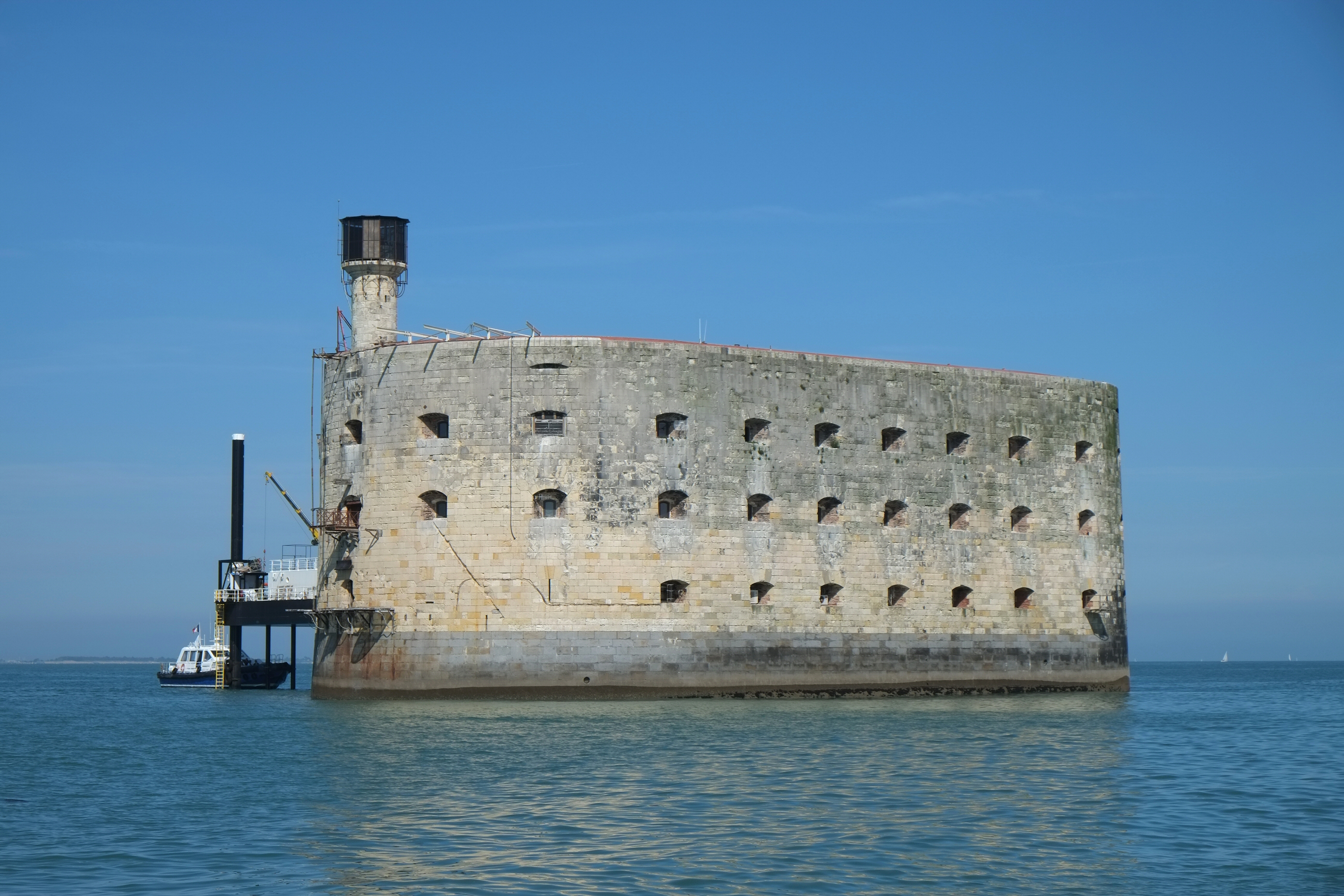
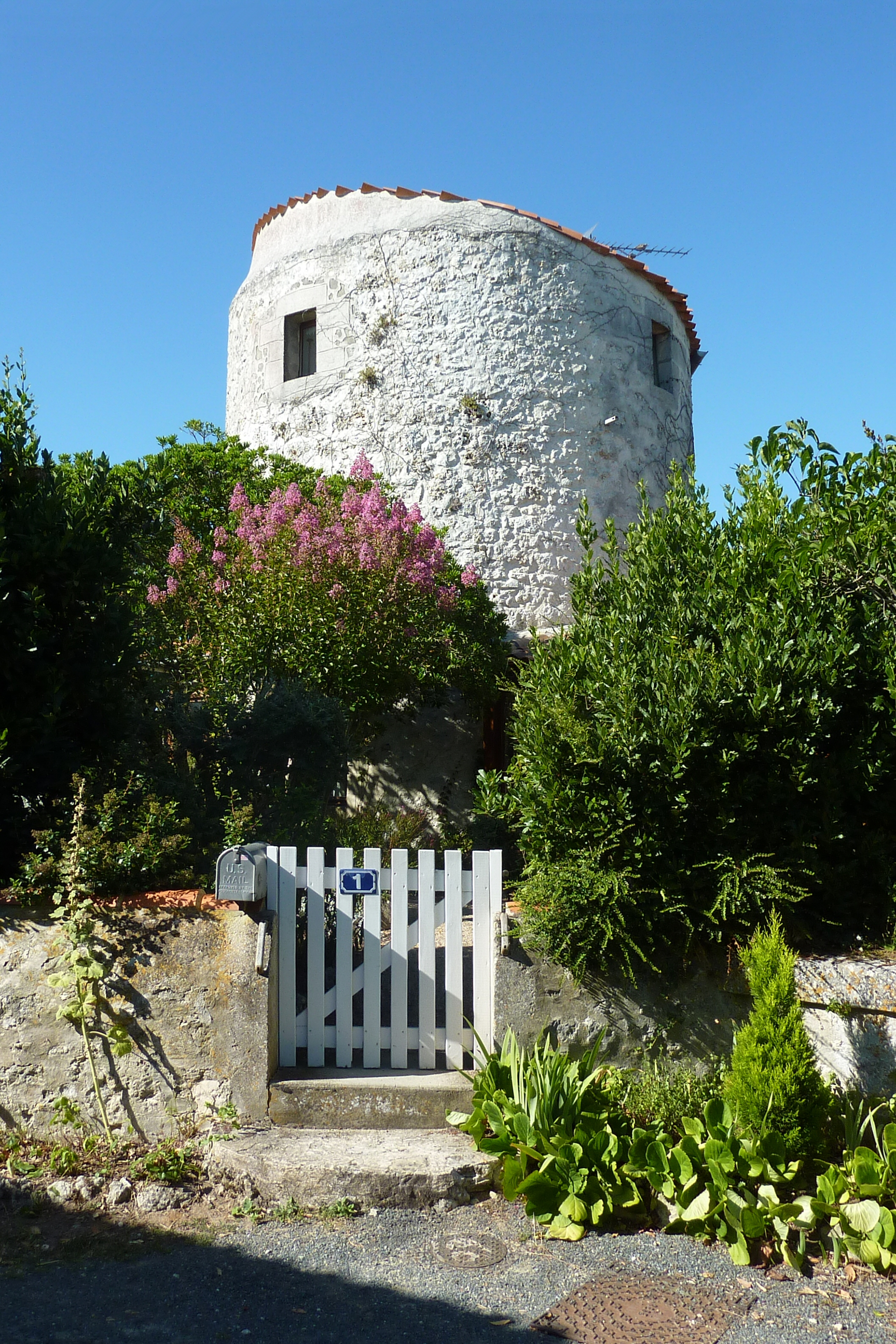
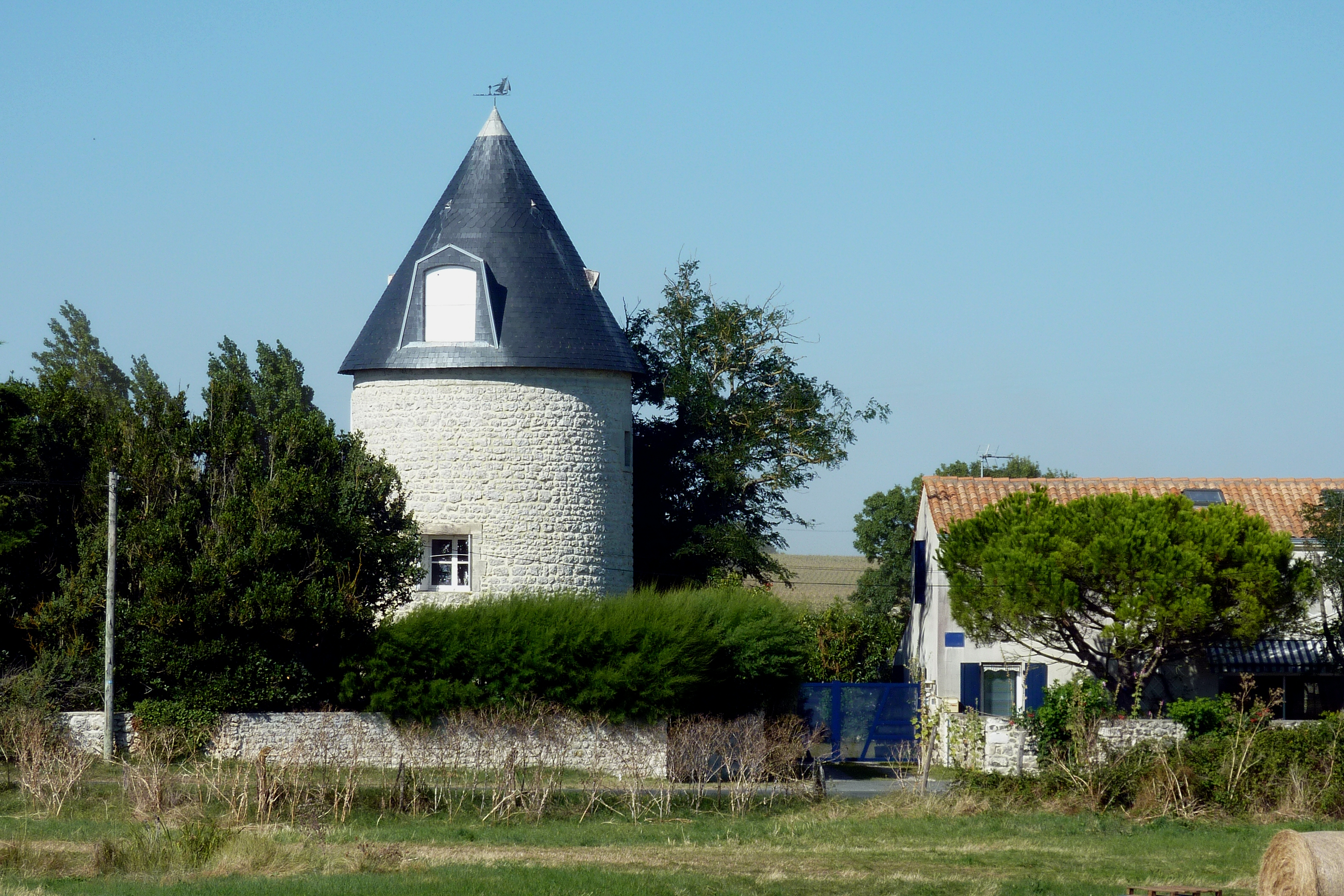
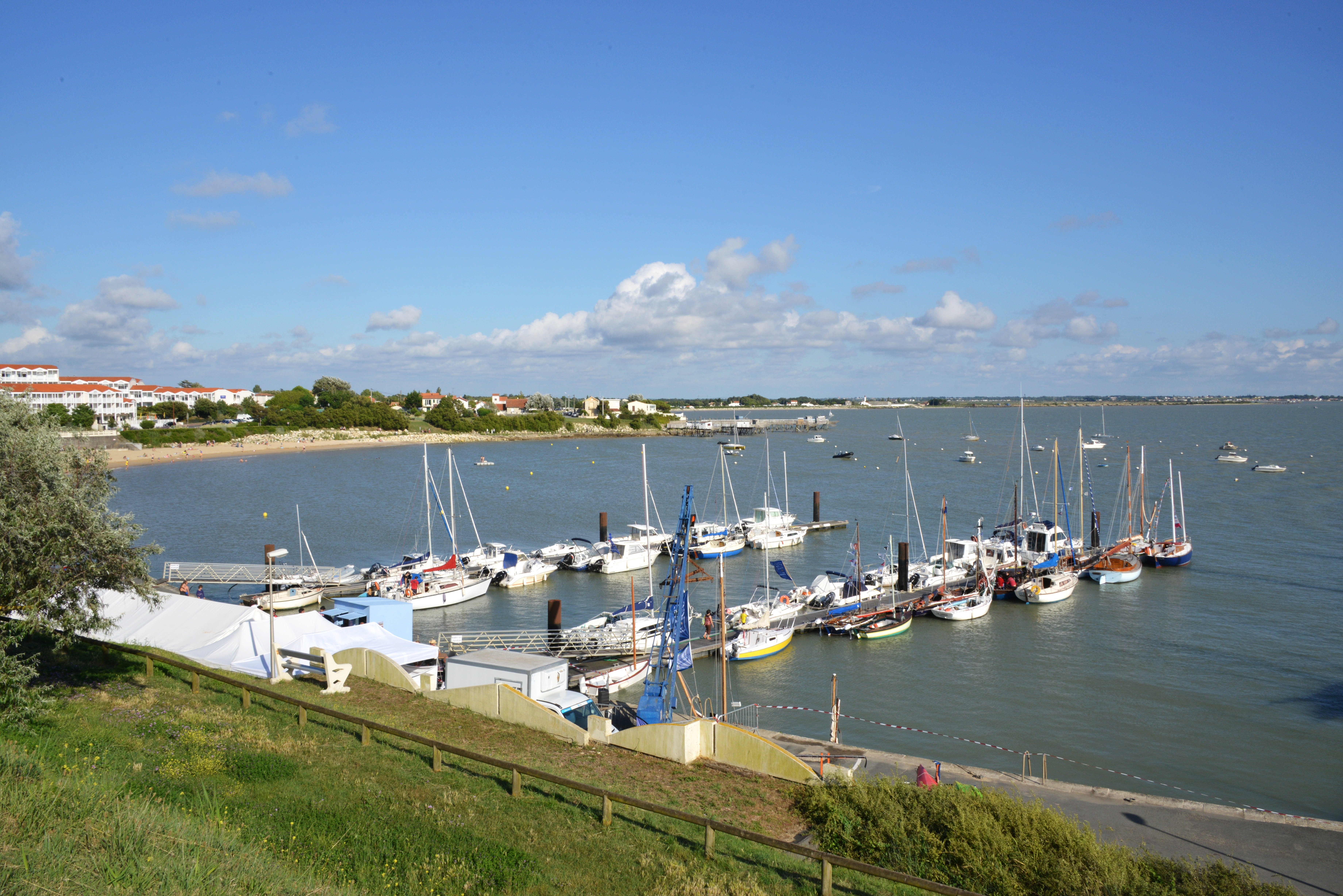

## Népesség
A település népességének változása:
| Lakosok száma | 3634 | 3295 | 3238 | 4024 | 4048 | 4047 | 4006 | 3934 | 3998 | 4124 |
|               | 1968 | 1982 | 1990 | 2006 | 2013 | 2015 | 2017 | 2019 | 2020 | 2022 |